# 第一次ネオ・ジオン抗争
第一次ネオ・ジオン抗争（だいいちじネオ・ジオンこうそう）は、アニメ『機動戦士ガンダムΖΖ』の舞台となった架空の戦争の名称。エゥーゴおよびカラバと、ネオ・ジオンとの戦争である。「ハマーン戦争」とも呼ばれる。
劇中ではグリプス戦役と一体の名称不明の戦いとして描かれ、放映後に「第一次ネオ・ジオン戦争」という名称が設定された。

## 背景
グリプス戦役からわずかな時間しか経っておらず、当時においても末期にはエゥーゴとアクシズは敵対関係で戦闘も行っていたので、ティターンズ敗退後の事実上のグリプス戦役の延長戦とも言える戦争であり、グリプス戦役からの移行で明確な区分がなされていない。グリプス戦役を経たことで疲弊、あるいは人材不足を起こしていた各陣営は統制が緩く、構成員個人の私的感情による単独行動・脱走・寝返り・反乱が続発する。
グリプス戦役に勝利したものの、エゥーゴの損害は大きく、戦後の主導権を確立するには至らなかった。同戦役で艦隊を温存し、漁夫の利を得る形で主導権を握ったアクシズは名を「ネオ･ジオン」と改め、ザビ家再興を企てサイド3のジオン共和国を制圧し、戦いは第一次ネオ・ジオン抗争へと移っていく。ただ、アクシズもグリプス戦役では熟練将兵を多数喪失したため、経験不足の若手将校を中心とした急編成部隊を中心に作戦を進めざるを得なくなっていた。
連邦政府および連邦軍の対応は遅れ、各都市・コロニーは事実上孤立したうえにネオ･ジオンのみならずアフリカ解放戦線らさまざまな武装勢力が跳梁跋扈し、地球圏は戦時統制下の戦争状態よりもさらに悪化し、秩序そのものが崩壊した無政府状態に陥った。連邦軍主力が直接介入したのは主だった戦闘が終結した後であった。
劇場版『機動戦士Ζガンダム』との繋がり
劇場版『機動戦士Ζガンダム A New Translation』では、グリプス戦後にアクシズの指導者ハマーン・カーンが事態が沈静化するまで艦隊を地球圏から撤退させると宣言し、映画のエンディング映像で地球圏を離れ木星方面へ向かう艦隊が描かれている。このため、『機動戦士ガンダムΖΖ』の冒頭エピソードとは整合性は取れておらず、事実上のパラレルワールドになっていると考えられる。

## 経過
この戦争を描いた『機動戦士ガンダムΖΖ』は戦争を大局から描写するというより、戦場を舞台にした主人公ジュドー・アーシタと仲間たちの冒険譚的な性格が強い作品であった。そのため、戦局もジュドー個人主体で展開・描写される。

### 開戦
グリプス戦役終結から7日後の宇宙世紀0088年2月29日、アクシズはザビ家の後継者としてミネバ・ラオ・ザビを戴き、新たなるジオン「ネオ・ジオン」を僭称。各コロニーへ進軍、制圧を開始する。彼らにとって最大の障害は、モビルスーツ（MS）パイロットの大半を喪失したとはいえ、未だ健在であるエゥーゴの旗艦アーガマであった。アーガマ追討命令はハマーン・カーンへの個人的忠誠心の強いマシュマー・セロを指揮官とするムサイ級新造艦（新訳Ζガンダムではアクシズの主力艦として既に実戦配備されていた模様）エンドラ隊に下される。カミーユ・ビダンの個人的事情（精神疾患）を知らないネオ・ジオンにとって彼とΖガンダムは戦局を一変させかねない力を持っているとみなされた。マシュマーはΖガンダムの撃墜または鹵獲とアーガマ撃沈を当初の作戦目標とする。
雑誌企画『ガンダム・センチネル』では、このコロニー進軍前後（つまり宣戦布告前後）に地球連邦軍教導隊の一部将校が起こした「ペズンの反乱」において、月のエアーズ市から脱出したニューディサイズを回収、保護して廃棄予定だったモビルアーマー、ゾディ・アックを譲渡した上でニューディサイズを追撃してきたα任務部隊の足止めを行っている。

### アーガマのシャングリラ寄港と脱出
3月1日、グリプス戦役で疲弊したエゥーゴの巡洋艦アーガマは、修理と補給、更には療養を必要とするカミーユの入院を目的としてサイド1のシャングリラへ寄港する。少年ジャンク屋ジュドーと仲間のビーチャ・オーレグらはシャングリラに流れ着いたティターンズの敗残兵ヤザン・ゲーブルからの情報を得て、アーガマ隊のΖガンダムを盗み出し一儲けしようと画策。ジュドーらはヤザンと共にアーガマに侵入し、そこで偶然にも療養中のカミーユと邂逅。ジュドーの持つ先天的なニュータイプ能力はカミーユを只者ではないと感じ取る。その後ジュドーはΖガンダムに乗り込むが、ヤザンがアーガマクルーに重傷を負わせる様に憤りを感じ、Ζガンダムを使用してヤザンの乗ったミドル・モビルスーツを撃退する。
前後してシャングリラにネオ・ジオンのコロニー先遣隊・巡洋艦エンドラが入港。同艦を率いるマシュマー・セロは自ら新型MSガルスJに搭乗し、アーガマを襲撃する。しかし、再びΖガンダムに乗り込んだジュドーがこれを退け、その後ブライトやファ・ユイリィの頼み、実妹リィナの後押しもあり、ジュドーは現地補充兵としてエゥーゴに採用され、他の仲間達も成り行きでアーガマの乗員となった。しかし、常日頃ジュドーをライバル視するビーチャとモンド・アガケは待遇に不満を抱く。
カミーユの入院と艦の応急修理を完了させたアーガマはシャングリラを後にするがエンドラ隊の追撃に遭う。エゥーゴの補充兵として新型機に先行してラビアンローズからコア・ファイター（ZZ）で着任したルー・ルカ少尉が加わるが、ファのメタスは迎撃戦闘で被弾してシャングリラに墜落する。ブライトは戦死した仲間たちの分までパイロットとして奮闘しながらカミーユの側に居たいというファの気持ちを汲み、あえて回収を見合わせる。

### ΖΖガンダム始動とマシュマー解任
アーガマはシャングリラを出港しラビアンローズと接触。本格的な改修作業が実施される。同時にΖ計画の最終形にしてエゥーゴの最新鋭機であるΖΖガンダムを受領する。一方、ビーチャとモンドはエンドラ隊に情報を漏洩。ΖΖのメインパイロットとなったジュドーの活躍もあり、マシュマーとその増援に来たキャラ・スーンを撃退するが、戦闘中のトラブルでリィナを連れ去られてしまう。
一方、ネオ・ジオン側ではマシュマーの指揮官としての適性を疑問視する向きがあり、キャラは監督・叱咤目的、場合によっては指揮代行者として派遣されたのだった。結果、マシュマーは度重なる失態によりエンドラ隊から解任される。
3月25日、アーガマは補給のため、サイド1開発時代に作られ既に忘れられたコロニー「ムーン・ムーン」に寄港する。ムーン・ムーン住民の内紛に巻き込まれ、先に入港していたエンドラ将兵とも交戦状態となるが、エンドラを撃沈しキャラを捕虜にした。モンドはサラサ、ラサラの双子の姉妹と出会ったことを契機に心境を変化させる。

### アクシズ潜入
リィナを救出するためアクシズに潜入したジュドーは、グレミー・トト配下のニュータイプの少女エルピー・プルと出会う。彼女に気に入られたジュドーは、リィナが居るというハマーン・カーンの屋敷に向かい。そこでハマーン本人と遭遇。ハマーンはジュドーの持つ高いニュータイプとしての資質を見抜き、彼を引き抜こうとする。結局、リィナと会えないまま脱出したジュドーはプルの駆るキュベレイMk-IIに追われるが、どうにか逃げ切る。
ハマーンが艦隊を率いアクシズから地球圏へと出撃する。その際に放出した大量のダミーにまぎれ、ジュドーは再びアクシズに潜入。アクシズ内で再びプルのキュベレイに追われるが戦闘を避け脱出。アーガマはアクシズのエンジン部分に砲撃を加え、宙域を離脱する。

### グラナダ寄港、ネオ・ジオン地球降下作戦
7月8日、アーガマは月面都市グラナダで補給を受ける。エンドラ隊はキャラがアーガマの捕虜となったことで、副官から昇格したゴットン・ゴーが隊の指揮を担うことになる。ゴットンは現地工作員として雇ったトーレスの幼馴染みセシリアを利用した作戦に及ぶが、結果的にエンドラ隊は自滅する。この戦闘の間にキャラが脱走し、ネオ・ジオンに復帰する。
ネオ・ジオンは、地球連邦本部のあるダカールに工作員を送り込み、事実上地球連邦議会は制圧されている状態だった。各コロニーの制圧をほぼ終えたネオ・ジオンは、ついに地球圏を完全に掌握するため地球への降下を画策する。これに対しエゥーゴはアーガマに追撃命令を下し、アーガマはバリュートを用いて地球へ降下する。大気圏突入を前に、再調整されてジュドーを「敵」と認識するプルが来襲。ジュドーはΖガンダムで迎撃するうちに大気圏に突入し、大気圏突入能力のないプルのキュベレイMk-IIを救助する。そしてプルはアーガマの捕虜、というよりジュドーたちの仲間になってしまった。

### ガンダムチームのアフリカ転戦
降下したネオ・ジオンにより、連邦政府のあるダカールは占拠された。グリプス戦役によって戦力が疲弊しきっていたエゥーゴと地球連邦軍はこれを食い止めることが出来ず、ネオ・ジオンは旧ジオン公国軍残党やティターンズ残党の一部をも配下に収める勢いを見せる。さらにはミネバを担ぎ上げたパレードやパーティーを行い、力を見せ付けた。
一方、地球に降下したアーガマは、ダカールを挟撃しようとしているカラバと合流するため待機。ガンダム・チームは一足先に別行動を取ることとなる。ガンダム・チームは迂回中に、砂漠で一年戦争終結時よりザビ家復興を待ちつづけていたロンメル隊と交戦、撃破してダカールに着く。ダカールでジュドーはリィナと再会するが、ハマーンの銃撃から盾となって庇ったリィナが負傷。出撃するジュドーを送り出すためリィナはプルに案内されて小屋に避難するが、撃墜機の落下爆発に巻き込まれ行方不明となってしまう。プルは“リィナの死”に責任を感じて酷く落ち込む。それ以上にジュドーの嘆きは大きかった。ガンダム・チームはリィナの捜索も充分にできないまま、アーガマとともにダカールを離脱する。
リィナを失った痛手から立ち直ることが出来ず、プルにも辛く当たるジュドーをルーは叱咤激励するが、他の仲間たちはルーを非情だと責める。孤立したルーはアーガマを脱走。彼女を追ったジュドーらは、フランク（白人）を排斥するアフリカ独立解放戦線、その分派「青の部隊」と交戦した後、ルーとともにアーガマに復帰。一方、乗艦ミンドラを撃沈されたグレミーは単身砂漠をさまよううちに「青の部隊」と合流、誇り高き彼らとの共闘の間にグレミーはいまだ根強くジオンを信奉する彼らにザビ家に連なる自身の血が目覚め、野心を抱くようになっていく。

### カミーユとの再会とダブリンへのコロニー落とし
アーガマは、ダカール制圧前に脱出していた地球連邦高官たちに会うためダブリンに向かう。「ネオ・ジオンにサイド3を与える事で和平交渉を結び、それに伴いアーガマも武装解除させる」と提案する高官に反発したブライトとジュドーは警備兵に取り押さえられ地下牢に閉じ込められる。ネオ・ジオンは、アーガマをおびき出すためダブリンに攻撃をしかけ、その混乱の最中、ブライトとジュドーはダブリン逗留中のファに偶然助けられる。
カミーユは静養先としてダブリンの病院に入院中だったが突如病院を抜け出し失踪。ファの依頼でカミーユ捜索を請け合ったガンダム・チームはアリアス・モマ率いるMS隊に襲撃される。この際に出撃したプル、ジュドーらは不思議な声に導かれ、窮地を助けられる。声の主はいまだ精神が回復しておらず、自我を取り戻していないカミーユだった。更にカミーユは「空が墜ちてくる」とダブリンへのコロニー落としを予言。事態を重く見たブライト、ハヤトはアーガマとアウドムラによる阻止作戦と住民避難を開始する。
10月31日、カミーユの予言は的中する。ネオ・ジオンは力を誇示するためにダブリンへのコロニー落としを決行。
コロニー落着後、ネオ・ジオン所属のプルツー（サイコガンダムMk-IIに搭乗）がアーガマを襲撃。プルは補修がままならないキュベレイで出撃。ジュドーもΖΖで迎撃に当たるが圧倒的な攻撃に苦戦、彼を護ろうと奮闘したプルが戦死する。これに激昂したジュドーに呼応するようにバイオ・センサーの力でΖΖの出力が増幅され、サイコガンダムの撃破に成功。分離した頭部で脱出するプルツーを目撃したジュドーは「プルがプルに殺された」という事実に衝撃を受ける。コロニーが原型を留めたまま突き刺さる形で落着したことや、住民避難が間に合ったことで被害は抑えられたが、阻止作戦に尽力したハヤトがド・ダイ改の爆発に巻き込まれ戦死を遂げる。
コロニー落とし成功を知った後、ハマーンは宇宙へ戻る。

### 地球連邦政府、ネオ・ジオンにサイド3を譲渡
地球連邦政府は停戦条約の締結と引き換えにネオ・ジオンにジオン発祥の地であるサイド3の譲渡を認める。

### ネェル・アーガマ就航
アーガマをカラバに託し宇宙へ戻ったアーガマクルーたちに、新造戦艦ネェル・アーガマが与えられる。しかしエゥーゴの上層部は「子供」という理由のみで、主力パイロットであるジュドーたちの退艦を命令。一方的な命令に不満を抱いたクルーたちは、ジュドーたちの指揮と艦長就任予定だったブライトの攪乱工作でネェル・アーガマを強制出航させ、サイド3を目指す。
ブライトの狙いはアーガマ艦長として常に後方に不安を抱えた経験に基づき、増援部隊の指揮を担うことで自らが育成した熟練クルーの担うネェル・アーガマを後方支援することだった。ブレックス・フォーラやシャア・アズナブルが率いていた頃とは違い、煮え切らず場当たり的な作戦プランに終始するエゥーゴは地球連邦軍との共闘状態になってもなお迷走が続いていた。
なお、ブライトに代わる艦長としてビーチャが艦長代理として実質的な艦長職に就任する。

### タイガーバウムでの邂逅
ネェル・アーガマはサイド3宙域でネオ・ジオンに襲われる難民船を救助する。だが、この船にはジュドーに興味を抱くハマーンが自ら潜入していた。ネェル・アーガマは手近な中立コロニー、タイガーバウムに入港するが、そこで好色な総監スタンパ・ハロイに女性メンバーとハマーンを含む女性難民を拉致される。ジュドーたちはスタンパが個人的に収集していた旧ジオンのMSでかつての自分たちのような地元の不良少年ルナンたちと協力して女性たちを取り返すが、そこでアッガイに搭乗したハマーンと直接対峙、一戦を交える。

### キケロ潜入
11月22日、ハマーンの拠点コア3に接続される予定の鉱山小惑星キケロに潜入したジュドーたちは、ネオ・ジオンによる鉱山支配への抵抗運動を行っている鉱山労働者に出会い、協力する。ほどなくしてキケロはコア3と接続されてしまうが、ネェル・アーガマの砲撃でドッキングベイを破壊し、キケロを離脱させる。

### ネオ・ジオン内紛
一連の作戦で戦局は大きくネオ・ジオン側に傾いていたが、ネオ・ジオンもまたサイド3市民の支持を得られない、サイド3への帰還を果たしたことでもともと不明瞭だった組織全体の目的が完全に失われるなど内部は磐石ではなく、ついにハマーンの傀儡支配体制への潜在的な不満が暴発し、グレミー・トトを中心とした内乱が勃発した。グレミーは小惑星アクシズを占拠して決起するが、グレミー側にもサイド3市民の支持や明確な目標はなく、両者は漫然とした消耗戦に突入した。なお、グレミーはプルツーを使いハマーンを抹殺しようとしたが失敗している。
数で劣るグレミー軍だがプルシリーズのクローンニュータイプ部隊やラカン・ダカランのような熟練パイロットを擁し侮れない戦力を持っていた。ハマーンはこれに対抗するため、強化人間に改造したマシュマー、キャラを投入する。この際、グレミー軍の機体にはハマーン軍との識別を目的として、いくつかの機種でグレーの塗装が施されている。
また、ネオ・ジオンと協力関係にあり、火星で生産したMSを輸送、ひいてはネオ・ジオンに加勢するためにはるばる火星圏から向かってきたジオンマーズの地球派遣艦隊は、この内乱に巻き込まれることを嫌って、どちらの陣営にも属していないグループを回収して火星に撤退している。

### コア3潜入
0089年1月9日、現状打開を狙うジュドーたちはミネバの誘拐を画策。コア3に潜入しミネバを連れて航空機で脱出しようとするが、ハマーンに見つかり、ミネバを連れ出すなら諸共に撃ち落すと脅迫を受け断念。その間に、ネェル・アーガマをグレミー軍の切り札である大型MSクィン・マンサが襲撃。ラビアン・ローズが盾となって沈む。辛くも撃退した後、ジュドーたちははこの一件でグレミーをハマーン以上に敵視するようになり、サイド3に向けて行動を開始した地球連邦軍艦隊との合流を待たずに、まずグレミーを倒す計画を立てる。

### 終戦
混乱極まる中、ハマーン軍の拠点コア3はグレミー軍の拠点アクシズ及びその居住ブロック・モウサが衝突して共に壊滅。ハマーン軍のマシュマーやキャラ、グレミー軍の量産型キュベレイ部隊やラカン率いるドーベン・ウルフ隊など、主だった戦力は相打ちで壊滅。プルツーを伴ってクィン・マンサで前線に出たグレミーはガンダム・チームに倒され、プルツーは重傷を負いながらもジュドーらに保護される。全てを喪ったハマーンはジュドーとの決着を付けるべくキュベレイで出撃、その思念を感じたジュドーもΖΖで立ち向かう。壮絶な一騎討ちの末に敗れたハマーンは死亡。直後に行方不明となったジュドー捜索のため力を振り絞ったプルツーも力尽きる。その後、主を失った旗艦サダラーンが連邦・エゥーゴ艦隊に投降した際、ミネバは影武者であることが判明する。
宇宙世紀0089年1月17日、ネオ・ジオンの自滅的敗北によるエゥーゴの勝利という形で第一次ネオ・ジオン抗争は終結した。ネオ・ジオン軍の多くは連邦軍に投降したが、この時期に地球連邦の実権を掌握していたのがエゥーゴであったため、彼らが冷遇されることは無かった。これは、地球連邦政府がスペースノイドに関心を持っていなかったことも影響している。結果的にブライトの目論見はその尽力にもかかわらず報われず、連邦・エゥーゴの増援艦隊の到着は戦闘終結後だった。ネェル・アーガマとラビアンローズ（撃沈）だけが孤軍奮闘し多くの命が失われたことにジュドーは激怒し、エゥーゴ上層部を含む大人達への不満をブライトにぶちまける。ブライトは大人の代表としてジュドーの拳を甘受。ジュドーにとって唯一の朗報はリィナがセイラ・マスの庇護を受け無事ということのみであった。

## 戦後処理とその後の影響
統率者を失ったネオ・ジオンに於いて、連邦軍に投降しなかった部隊は各地に潜伏。あるものは反連邦系セクトらと結託しゲリラ化した。生き残った正規軍のうち最大派閥であるダンジダン・ポジドン少将を中心とする一派は、のちの「シャアの反乱」（第二次ネオ・ジオン抗争）まで多数の戦力を温存することとなる。一方、地上に残された戦力は宇宙への脱出を試みるべく各個に撤退を開始した。それを阻む連邦軍との激戦が各地で勃発している。
また、これとは別にハマーンの妹セラーナ・カーン外務次官を中心とする穏健派勢力は、連邦政府との和平交渉に臨んだとされている。しかし和平交渉は決裂、セラーナは追撃してきた強硬派との戦闘で行方不明になったという。
主人公ジュドーはこれらの政治的動きにかかわることなく、ルーとともにグリプス戦役後中断していた木星エネルギー輸送船団に参加。生きていたリィナや仲間に見送られつつ「巣立って」いった。
エゥーゴやカラバの部隊は、地球連邦軍の正規部隊として組み入れられる形で発展的に解散した（後に再編されるロンド・ベル隊に多く配属されたと言われている）。